# Stenotarsus oblongulus
Stenotarsus oblongulus là một loài bọ cánh cứng trong họ Endomychidae. Loài này được Gorham miêu tả khoa học năm 1890.